# Consolidated Commodore
Il Consolidated Commodore era un idrovolante di linea bimotore a scafo centrale ad ala alta a parasole prodotto dall'azienda statunitense Consolidated Aircraft Corporation nei primi anni trenta.
Utilizzato principalmente dalla Pan American Airlines sulle rotte commerciali che univano gli Stati Uniti d'America all'America del Sud, rimase in servizio con la compagnia aerea statunitense fino alla metà del decennio e concluse la propria vita operativa in Brasile e Repubblica di Cina.

## Storia del progetto
Nei tardi anni venti la United States Navy, la marina militare degli Stati Uniti d'America, espresse la necessità di equipaggiarsi di un nuovo velivolo da trasporto che fosse in grado di collegare gli Stati Uniti continentali con voli senza scalo verso Panama, l'Alaska e le isole Hawaii. A questo scopo venne emessa una specifica, datata 28 febbraio 1928, alla quale parteciparono la Consolidated  Aircraft e la Glenn L. Martin Company che presentò il Martin P3M-1 e P3M-2.
La Consolidated incaricò del progetto l'ingegnere Isaac M. Laddon che disegnò l'XPY-1 Admiral, un idrovolante a scafo centrale il cui prototipo venne presentato alla commissione esaminatrice della marina nel gennaio 1929. Dopo una valutazione comparativa ed aver ritenuto la proposta della Martin di impostazione più moderna il Bureau of Aeronautics decise di assegnare la fornitura a quest'ultima.
Perso il contratto con la US Navy, la Consolidated decise di recuperare gli iniziali costi di sviluppo apportando delle modifiche al progetto originale in modo da poter proporre il modello sul mercato dell'aviazione civile identificandolo con il nuovo nome Consolidated Commodore. Il modello, che riproponeva l'impostazione generale del XPY-1 Admiral militare, era un idrovolante bimotore a scafo centrale di costruzione metallica, velatura monoplana ad ala alta rivestita in tela. La capacità totale era di 32 posti a sedere divisi in tre scompartimenti passeggeri, tuttavia in questa configurazione sarebbe risultato confortevole solo per rotte a corto raggio mentre per un viaggio su lunga distanza, oltre le 1.000 miglia, non avrebbe potuto ospitare più di 14 persone compreso l'equipaggio.
Dopo il primo volo del 1931 il Commodore venne presentato alla dirigenza della Pan American Airlines che lo giudicò idoneo sottoscrivendo un contratto per la fornitura di 14 esemplari.

## Impiego operativo
La Pan American li utilizzò in servizio nelle linee che collegavano gli Stati Uniti al Sud America, dove le rotte si estendevano molto a sud di Buenos Aires, coprendo una distanza di 9000 miglia da Miami. Gli esemplari rimasero in servizio con la compagnia statunitense fino 1935, quando vennero sostituiti da modelli più efficienti quali il Sikorsky S-42, il Boeing 314 ed il Martin 156, noti con il soprannome di "China Clipper".
I Commodore vennero quindi ceduti ad altre compagnie aeree, operando in Brasile e nella Repubblica di Cina.

## Utilizzatori

### Civili
Brasile
- NYRBA do Brasil
- Panair do Brasil

 Cina
- China National Aviation Corporation

operò con due esemplari ex NYRBA e Panair do Brasil dal 1937.
 Stati Uniti
- New York, Rio, and Buenos Aires Line (NYRBA)
- Pan American Airlines